# 女英

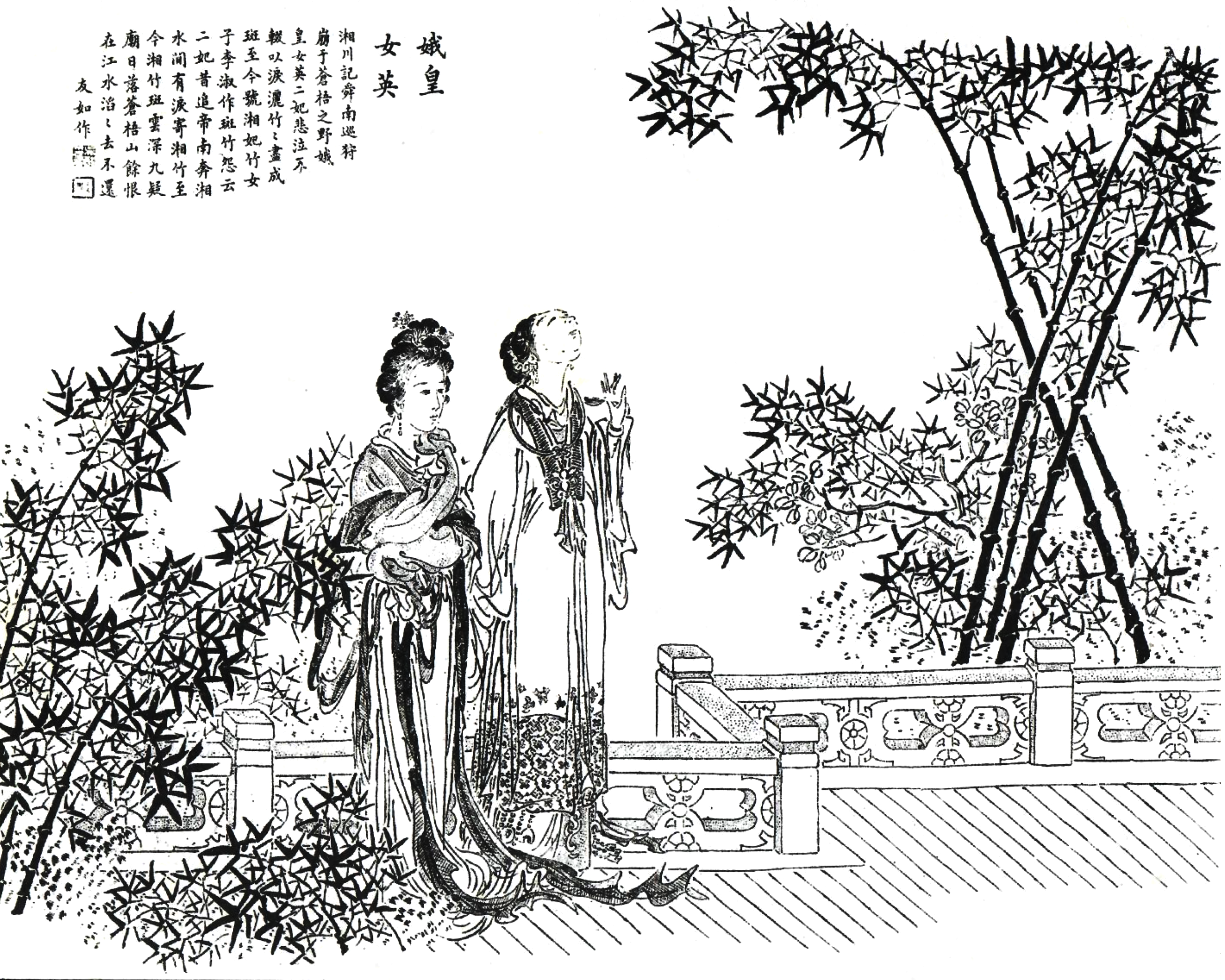
娥皇女英，出自《古今百美圖》

女英（？—？），祁姓，又稱女瑩、女匽，是上古時部落酋長唐堯的女兒，和姐姐娥皇同時嫁給了虞舜，生一子商均。舜父顽，母嚚，弟劣，曾多次欲置舜於死地，因娥皇、女英的幫助而脱险。舜死於蒼梧後，女英與姐姐跳下湘江自盡，人稱湘夫人。
戰國時期的詩人屈原在《楚辭·九歌》中对她们的描写是：「帝子降兮北渚，目眇眇兮愁予；嫋嫋兮秋風，洞庭波兮木葉下。」
晉朝張華《博物志·史補》記：「堯之二女，舜之二妃，曰湘夫人，帝崩，二妃啼，以淚揮竹，竹盡斑。」